# André Marcel
André Marcel (* 17. März 1902 in Lausanne; † 28. August 1996 ebenda) war ein Schweizer Journalist, Dramaturg und Schriftsteller.

## Leben
André Marcel besuchte die Mittelschule im Collège Saint-Michel und arbeitete danach vorwiegend als Journalist. Er war Redaktor des Feuille d’Avis du Valais und des Confédéré. Seit 1951 führte er die Gerichts- und Parlamentsberichterstattung für die Nouvelle Revue de Lausanne und später auch die Rubrik Fernsehkritik. Zudem war er als Autor für die La Suisse in Genf, die Presseagentur ATS und Radio Suisse Romande tätig. Zuletzt war er noch für eine Kolumne in der Wochenzeitung Biel Bienne zuständig.
Für das Theater verfasste er Komödien, satirische Stücke und Dramen, die unter anderem in Siders, im Théâtre de Valère in Sitten, an der Comédie de Genève, dem Théâtre municipal de Lausanne und dem Casino-Théâtre de Genève gespielt wurden. 1960 und 1963 erhielt André Marcel Preise der Société des auteurs-compositeurs dramatiques.
André Marcel war seit 1927 Mitglied der Journalistenvereinigung Association de la presse valaisanne und seit 1951 der Association de la presse vaudoise.

## Werke

### Theaterstücke
- La foire au Mariage, 1939
- Les dernières nouvelles : Farce inédite, 1940
- Coup de Feu, 1942
- Réminiscences, 1945
- Le démon de la tendresse, 1950
- Le carrousel sous la pluie, 1951
- Mon Portugais, 1956

### Andere Schriften
- Il n'y a pas de justice, Lausanne 1969
- Vous les femmes..., Lausanne 1970
- Aimer la vie, Lausanne 1971
- Aux mains des guérisseurs, Lausanne 1972
- Le secret des guérisseurs, Lausanne 1973
- Le Valais de mes années folles, 1997